# Codice aeroportuale ICAO
Il codice aeroportuale ICAO è un codice di quattro lettere, o più raramente due lettere e due cifre, utilizzato per designare ogni aeroporto del mondo. In realtà il codice ICAO non serve solo a indicare gli aeroporti, ma anche le autorità addette al traffico aereo, i centri di controllo e di comunicazioni, le stazioni radio, i radiofari, le stazioni meteorologiche, ecc. Per questo l'esatto nome è "codice designatore di località" e non "codice aeroportuale". Parlando di "codice aeroportuale ICAO" intendiamo quindi solo quelli che designano un aeroporto e questo è l'uso più diffuso dei codici ICAO, anche se la definizione non è tecnicamente corretta.
Questi codici sono stati definiti dall'Organizzazione internazionale dell'aviazione civile (ICAO). I codici ICAO sono usati dal controllo del traffico aereo e in operazioni come la pianificazione dei voli. Non sono come i codici IATA, più noti al pubblico generale, che sono usati dalle linee aeree per orari, prenotazioni e gestione dei bagagli. Contrariamente ai codici IATA, i codici ICAO hanno una struttura regionale, ovvero la prima lettera è allocata per area geografica, la seconda individua una nazione del continente, le ultime due identificano ogni località. In Italia la terza a volte può indicare la regione di informazioni di volo dove, inoltre, quella di Brindisi è divisa in tre sottoregioni: Brindisi (B), Catania (C) ed Elmas (E).
Tutti i codici designatori di località del mondo sono contenuti nel Doc 7910, pubblicato dall'ICAO.

## Prefissi nazionali

Carta delle regioni del mondo classificate in accordo alla prima lettera del codice ICAO degli aeroporti.

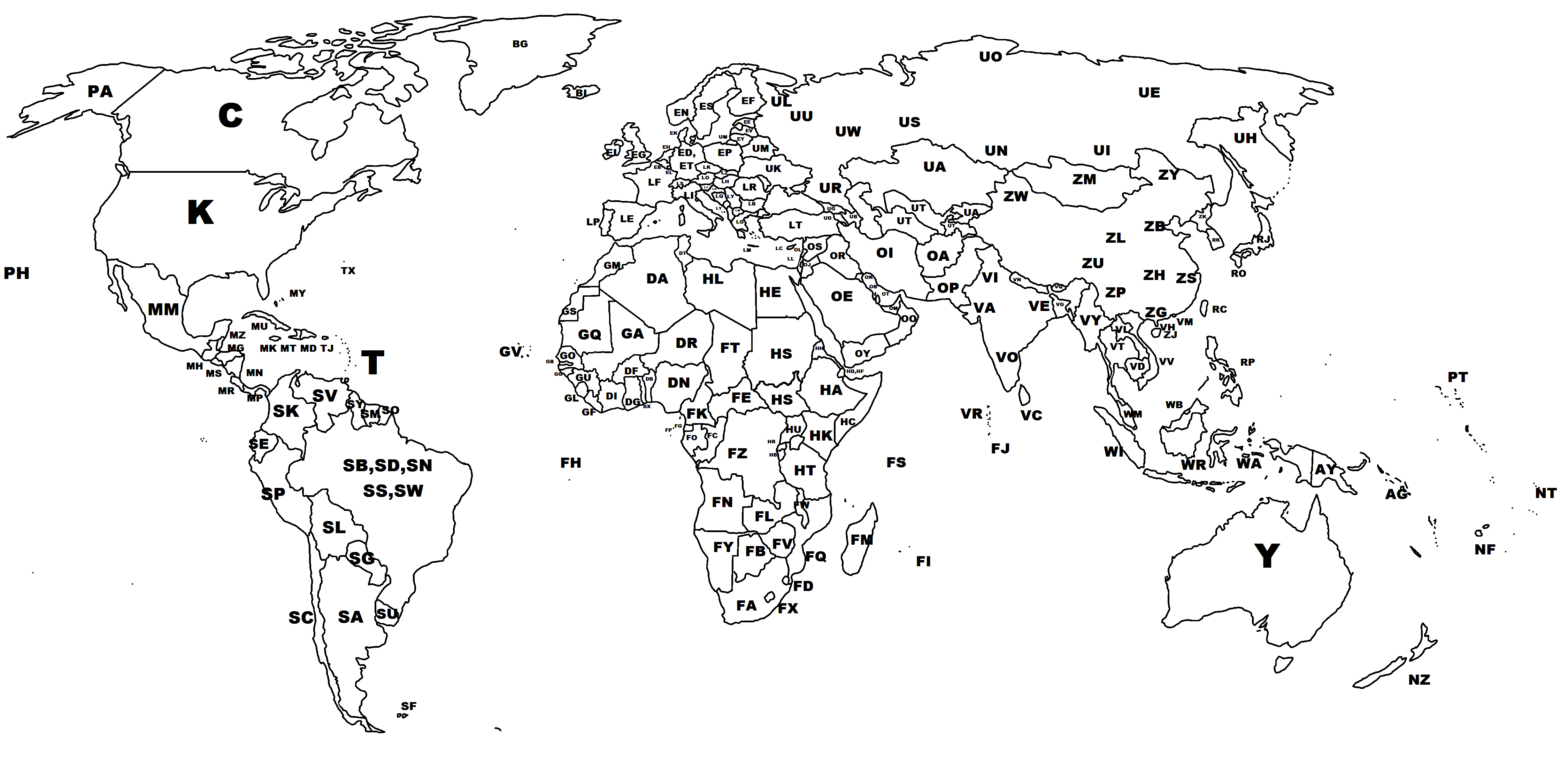
Carta dei paesi classificati secondo il codice aeroportuale ICAO. Le regioni comprese all'interno di nazioni particolarmente estese sono indicate tramite la seconda lettera del codice. Le micro nazioni non sono etichettate singolarmente.

I prefissi nazionali sono composti da due lettere, la prima indica una zona abbastanza vasta, per esempio si utilizza L per l'Europa meridionale ed E per l'Europa settentrionale. La seconda lettera è in genere l'iniziale dello stato, per cui ad esempio l'Italia usa LI.
| Prefisso                                                                    | Stato                                               |
| A - Pacifico Sud-Occidentale                                                | A - Pacifico Sud-Occidentale                        |
| --------------------------------------------------------------------------- | --------------------------------------------------- |
| AG                                                                          | Isole Salomone                                      |
| AN                                                                          | Nauru                                               |
| AY                                                                          | Papua Nuova Guinea                                  |
| B - Islanda/Groenlandia e Kosovo                                            |                                                     |
| BG                                                                          | Groenlandia                                         |
| BI                                                                          | Islanda                                             |
| BK                                                                          | Kosovo                                              |
| C - Canada                                                                  |                                                     |
| C                                                                           | Canada                                              |
| D - Africa occidentale                                                      |                                                     |
| DA                                                                          | Algeria                                             |
| DB                                                                          | Benin                                               |
| DF                                                                          | Burkina Faso                                        |
| DG                                                                          | Ghana                                               |
| DI                                                                          | Costa d'Avorio                                      |
| DN                                                                          | Nigeria                                             |
| DR                                                                          | Niger                                               |
| DT                                                                          | Tunisia                                             |
| DX                                                                          | Togo                                                |
| E - Europa settentrionale                                                   |                                                     |
| EB                                                                          | Belgio                                              |
| ED                                                                          | Germania (aeroporti civili)                         |
| EE                                                                          | Estonia                                             |
| EF                                                                          | Finlandia                                           |
| EG                                                                          | Regno Unito                                         |
| EH                                                                          | Paesi Bassi                                         |
| EI                                                                          | Irlanda                                             |
| EK                                                                          | Danimarca                                           |
| EL                                                                          | Lussemburgo                                         |
| EN                                                                          | Norvegia                                            |
| EP                                                                          | Polonia                                             |
| ES                                                                          | Svezia                                              |
| ET                                                                          | Germania (aeroporti militari)                       |
| EV                                                                          | Lettonia                                            |
| EY                                                                          | Lituania                                            |
| F - Africa meridionale                                                      |                                                     |
| FA                                                                          | Sudafrica                                           |
| FB                                                                          | Botswana                                            |
| FC                                                                          | Repubblica del Congo                                |
| FD                                                                          | eSwatini                                            |
| FE                                                                          | Repubblica Centrafricana                            |
| FG                                                                          | Guinea Equatoriale                                  |
| FH                                                                          | Sant'Elena, Ascensione e Tristan da Cunha           |
| FI                                                                          | Mauritius                                           |
| FJ                                                                          | Territorio Britannico dell'Oceano Indiano           |
| FK                                                                          | Camerun                                             |
| FL                                                                          | Zambia                                              |
| FM                                                                          | Comore, Madagascar, Mayotte, La Riunione            |
| FN                                                                          | Angola                                              |
| FO                                                                          | Gabon                                               |
| FP                                                                          | São Tomé e Príncipe                                 |
| FQ                                                                          | Mozambico                                           |
| FS                                                                          | Seychelles                                          |
| FT                                                                          | Ciad                                                |
| FV                                                                          | Zimbabwe                                            |
| FW                                                                          | Malawi                                              |
| FX                                                                          | Lesotho                                             |
| FY                                                                          | Namibia                                             |
| FZ                                                                          | Repubblica Democratica del Congo                    |
| G - Africa nord-occidentale                                                 |                                                     |
| GA                                                                          | Mali                                                |
| GB                                                                          | Gambia                                              |
| GC                                                                          | Isole Canarie                                       |
| GE                                                                          | Ceuta e Melilla                                     |
| GF                                                                          | Sierra Leone                                        |
| GG                                                                          | Guinea-Bissau                                       |
| GL                                                                          | Liberia                                             |
| GM                                                                          | Marocco                                             |
| GO                                                                          | Senegal                                             |
| GQ                                                                          | Mauritania                                          |
| GS                                                                          | Sahara Occidentale                                  |
| GU                                                                          | Guinea                                              |
| GV                                                                          | Capo Verde                                          |
| H - Africa nord-orientale                                                   |                                                     |
| HA                                                                          | Etiopia                                             |
| HB                                                                          | Burundi                                             |
| HC                                                                          | Somalia                                             |
| HD                                                                          | Gibuti                                              |
| HE                                                                          | Egitto                                              |
| HH                                                                          | Eritrea                                             |
| HJ                                                                          | Sudan del Sud                                       |
| HK                                                                          | Kenya                                               |
| HL                                                                          | Libia                                               |
| HR                                                                          | Ruanda                                              |
| HS                                                                          | Sudan                                               |
| HT                                                                          | Tanzania                                            |
| HU                                                                          | Uganda                                              |
| K - Stati Uniti d'America                                                   |                                                     |
| K                                                                           | Stati Uniti d'America                               |
| L - Europa meridionale e Israele                                            |                                                     |
| LA                                                                          | Albania                                             |
| LB                                                                          | Bulgaria                                            |
| LC                                                                          | Cipro                                               |
| LD                                                                          | Croazia                                             |
| LE                                                                          | Spagna                                              |
| LF                                                                          | Francia, incluse Saint-Pierre e Miquelon            |
| LG                                                                          | Grecia                                              |
| LH                                                                          | Ungheria                                            |
| LI                                                                          | Italia                                              |
| LJ                                                                          | Slovenia                                            |
| LK                                                                          | Repubblica Ceca                                     |
| LL                                                                          | Israele                                             |
| LM                                                                          | Malta                                               |
| LN                                                                          | Principato di Monaco                                |
| LO                                                                          | Austria                                             |
| LP                                                                          | Portogallo, incluse le Azzorre e Madera             |
| LQ                                                                          | Bosnia ed Erzegovina                                |
| LR                                                                          | Romania                                             |
| LS                                                                          | Svizzera                                            |
| LT                                                                          | Turchia                                             |
| LU                                                                          | Moldavia                                            |
| LV                                                                          | Palestina                                           |
| LW                                                                          | Macedonia del Nord                                  |
| LX                                                                          | Gibilterra                                          |
| LY                                                                          | Serbia e Montenegro                                 |
| LZ                                                                          | Slovacchia                                          |
| M - America centrale                                                        |                                                     |
| MB                                                                          | Turks e Caicos                                      |
| MD                                                                          | Repubblica Dominicana                               |
| MG                                                                          | Guatemala                                           |
| MH                                                                          | Honduras                                            |
| MK                                                                          | Giamaica                                            |
| MM                                                                          | Messico                                             |
| MN                                                                          | Nicaragua                                           |
| MP                                                                          | Panama                                              |
| MR                                                                          | Costa Rica                                          |
| MS                                                                          | El Salvador                                         |
| MT                                                                          | Haiti                                               |
| MU                                                                          | Cuba                                                |
| MW                                                                          | Isole Cayman                                        |
| MY                                                                          | Bahamas                                             |
| MZ                                                                          | Belize                                              |
| N - Sud Pacifico                                                            |                                                     |
| NC                                                                          | Isole Cook                                          |
| NF                                                                          | Figi, Tonga                                         |
| NG                                                                          | Kiribati, Tuvalu                                    |
| NI                                                                          | Niue                                                |
| NL                                                                          | Wallis e Futuna                                     |
| NS                                                                          | Samoa, Samoa                                        |
| NT                                                                          | Polinesia francese                                  |
| NV                                                                          | Vanuatu                                             |
| NW                                                                          | Nuova Caledonia                                     |
| NZ                                                                          | Nuova Zelanda                                       |
| O - Asia sud-occidentale (escluso Israele e inclusi Afghanistan e Pakistan) |                                                     |
| OA                                                                          | Afghanistan                                         |
| OB                                                                          | Bahrein                                             |
| OD                                                                          | Yemen                                               |
| OE                                                                          | Arabia Saudita                                      |
| OI                                                                          | Iran                                                |
| OJ                                                                          | Giordania                                           |
| OK                                                                          | Kuwait                                              |
| OL                                                                          | Libano                                              |
| OM                                                                          | Emirati Arabi Uniti                                 |
| OO                                                                          | Oman                                                |
| OP                                                                          | Pakistan                                            |
| OR                                                                          | Iraq                                                |
| OS                                                                          | Siria                                               |
| OT                                                                          | Qatar                                               |
| P - Nord-est Pacifico                                                       |                                                     |
| PA                                                                          | Alaska                                              |
| PB                                                                          | Isola Baker                                         |
| PC                                                                          | Isole della Fenice                                  |
| PF                                                                          | Fort Yukon                                          |
| PG                                                                          | Isole Marianne Settentrionali, Guam                 |
| PH                                                                          | Hawaii                                              |
| PJ                                                                          | Atollo Johnston                                     |
| PK                                                                          | Isole Marshall                                      |
| PL                                                                          | Kiribati (Sporadi Equatoriali)                      |
| PM                                                                          | Isola Midway                                        |
| PO                                                                          | Oliktok Point (Alaska)                              |
| PP                                                                          | Point Lay                                           |
| PT                                                                          | Stati Federati di Micronesia, Palau                 |
| PW                                                                          | Isola di Wake                                       |
| R - Nord-ovest Pacifico e Filippine                                         |                                                     |
| RC                                                                          | Taiwan                                              |
| RJ                                                                          | Giappone                                            |
| RK                                                                          | Corea del Sud                                       |
| RO                                                                          | Giappone (Okinawa e Yoron)                          |
| RP                                                                          | Filippine                                           |
| S - Sud America                                                             |                                                     |
| SA                                                                          | Argentina                                           |
| SB                                                                          | Brasile (anche SD, SN, SS e SW)                     |
| SC                                                                          | Cile                                                |
| SD                                                                          | Brasile (anche SB, SN, SS e SW)                     |
| SE                                                                          | Ecuador                                             |
| SF                                                                          | Isole Falkland                                      |
| SG                                                                          | Paraguay                                            |
| SK                                                                          | Colombia                                            |
| SL                                                                          | Bolivia                                             |
| SM                                                                          | Suriname                                            |
| SN                                                                          | Brasile (anche SB, SD, SS e SW)                     |
| SO                                                                          | Guyana francese                                     |
| SP                                                                          | Perù                                                |
| SS                                                                          | Brasile (anche SB, SD, SN e SW)                     |
| SU                                                                          | Uruguay                                             |
| SV                                                                          | Venezuela                                           |
| SW                                                                          | Brasile (anche SB, SD, SN e SS)                     |
| SY                                                                          | Guyana                                              |
| T - Caraibi                                                                 |                                                     |
| TA                                                                          | Antigua e Barbuda                                   |
| TB                                                                          | Barbados                                            |
| TD                                                                          | Dominica                                            |
| TF                                                                          | Guadalupa                                           |
| TG                                                                          | Grenada                                             |
| TI                                                                          | Isole Vergini Americane                             |
| TJ                                                                          | Porto Rico                                          |
| TK                                                                          | Saint Kitts e Nevis                                 |
| TL                                                                          | Saint Lucia                                         |
| TN                                                                          | Paesi Bassi caraibici, Aruba, Curaçao, Sint Maarten |
| TQ                                                                          | Anguilla                                            |
| TR                                                                          | Montserrat                                          |
| TT                                                                          | Trinidad e Tobago                                   |
| TU                                                                          | Isole Vergini Britanniche                           |
| TV                                                                          | Saint Vincent e Grenadine                           |
| TX                                                                          | Bermuda                                             |
| U - Russia ed ex stati dell'URSS                                            |                                                     |
| U                                                                           | Russia (eccetto UA, UB, UD, UG, UK, UM e UT)        |
| UA                                                                          | Kazakistan, Kirghizistan                            |
| UB                                                                          | Azerbaigian                                         |
| UD                                                                          | Armenia                                             |
| UG                                                                          | Georgia                                             |
| UK                                                                          | Ucraina                                             |
| UM                                                                          | Bielorussia                                         |
| UT                                                                          | Tagikistan, Turkmenistan, Uzbekistan                |
| V - Asia meridionale (eccetto Afghanistan e Pakistan)                       |                                                     |
| VA                                                                          | India (zona ovest, regione di Mumbai)               |
| VC                                                                          | Sri Lanka                                           |
| VD                                                                          | Cambogia                                            |
| VE                                                                          | India (zona est, regione di Calcutta)               |
| VG                                                                          | Bangladesh                                          |
| VH                                                                          | Hong Kong, Cina                                     |
| VI                                                                          | India (zona nord, regione di Delhi)                 |
| VL                                                                          | Laos                                                |
| VM                                                                          | Macao, Cina                                         |
| VN                                                                          | Nepal                                               |
| VO                                                                          | India (zona sud, regione di Chennai)                |
| VQ                                                                          | Bhutan                                              |
| VR                                                                          | Maldive                                             |
| VT                                                                          | Thailandia                                          |
| VV                                                                          | Vietnam                                             |
| VY                                                                          | Birmania                                            |
| W - Asia sud-orientale (escluse Filippine)                                  |                                                     |
| WA                                                                          | Indonesia (anche WI, WQ e WR)                       |
| WB                                                                          | Malaysia (anche WM), Brunei                         |
| WI                                                                          | Indonesia (anche WA, WQ e WR)                       |
| WM                                                                          | Malaysia (anche WB)                                 |
| WP                                                                          | Timor Est                                           |
| WQ                                                                          | Indonesia (anche WA, WI e WR)                       |
| WR                                                                          | Indonesia (anche WA, WI e WQ)                       |
| WS                                                                          | Singapore                                           |
| Y - Australia                                                               |                                                     |
| Y                                                                           | Australia                                           |
| Z - Cina, Mongolia e Corea del Nord                                         |                                                     |
| Z                                                                           | Cina (eccetto ZK e ZM)                              |
| ZK                                                                          | Corea del Nord                                      |
| ZM                                                                          | Mongolia                                            |

## Alcuni esempi
- EBBR: Belgio - Aeroporto di Bruxelles-National, Bruxelles (codice aeroportuale IATA: BRU)
- FAOR: Sudafrica - Aeroporto Internazionale O.R. Tambo, Johannesburg (codice IATA: JNB)
- KBOS: Stati Uniti d'America - Aeroporto Internazionale Generale Edward Lawrence Logan, Boston (codice IATA: BOS)
- LIMC: Italia - Aeroporto di Milano-Malpensa, Ferno, Varese (codice IATA: MXP)
- OMDB: Emirati Arabi Uniti - Aeroporto Internazionale di Dubai, Dubai (codice IATA: DXB)
- YSCB: Australia - Aeroporto Internazionale di Canberra, Canberra (codice IATA: CBR)

Altri codici sono meno logici, tra i quali pochi dei codici britannici, ad esempio EGLL (Aeroporto di Londra-Heathrow) ed EGKK (Aeroporto di Londra-Gatwick).
Negli Stati Uniti d'America e in Canada, gran parte degli aeroporti cui è stato assegnato un codice di tre lettere dalle rispettive agenzie di regolamentazione, usano lo stesso codice preceduto da una "K" o una "C" come loro codice ICAO; ad esempio, YYC (Aeroporto Internazionale di Calgary, Calgary) è CYYC, IAD (Aeroporto Internazionale di Washington-Dulles, Chantilly) è KIAD. Questi codici non devono essere confusi con i codici radio, anche se entrambe le nazioni usano codici di quattro lettere che cominciano con K e C.